# استیون الیوت آلتمن
استیون الیوت آلتمن (انگلیسی: Steven-Elliot Altman) یک فیلم‌نامه‌نویس، و رمان‌نویس اهل ایالات متحده آمریکا است.